# 모터시티 크루즈
모터시티 크루즈(영어: Motor City Cruise)는 미국 미시간주 디트로이트를 연고지로 하는 NBA G 리그 동부 콘퍼런스 소속 프로 농구 팀이다.

## 역대 NBA 제휴팀
| NBA 팀                | 제휴기간      |
| --------------------- | ------------- |
| 노던 애리조나 선스    |               |
| 골든스테이트 워리어스 | 2006년~2010년 |
| 새크라멘토 킹스       | 2006년~2008년 |
| 올랜도 매직           | 2008년~2009년 |
| 로스앤젤레스 레이커스 | 2010년~2011년 |
| 로스앤젤레스 클리퍼스 | 2009년~2014년 |
| 피닉스 선스           | 2011년~2021년 |
| 토론토 랩터스         | 2011년~2014년 |
| 애틀랜타 호크스       | 2012년~2014년 |
| 유타 재즈             | 2013년~2014년 |
| 모터시티 크루즈       |               |
| 디트로이트 피스턴스   | 2021년~현재   |

## 역대 홈경기장
| 경기장                    | 사용기간      | 장소                      | 수용인원 | 비고 |
| ------------------------- | ------------- | ------------------------- | -------- | ---- |
| 롱비치 잼                 |               |                           |          |      |
| 빈칸                      | 2003년~2005년 | 캘리포니아주 롱비치       | 빈칸     | 빈칸 |
| 베이커즈필드 잼           |               |                           |          |      |
| 라보뱅크 아레나           | 2006년~2009년 | 캘리포니아주 베이커즈필드 | 10,400명 | 빈칸 |
| 디그너티 헬스 이벤트 센터 | 2009년~2016년 | 캘리포니아주 베이커즈필드 | 500명    | 빈칸 |
| 노던 애리조나 선스        |               |                           |          |      |
| 핀들리 도요타 센터        | 2016년~2021년 | 애리조나주 프레스콧 밸리  | 5,100명  | 빈칸 |
| 모터시티 크루즈           |               |                           |          |      |
| 웨인 스테이트 필드하우스  | 2021년~현재   | 미시간주 디트로이트       | 3,000명  | 빈칸 |

## 같이 보기
- 디트로이트 팰컨스
- 디트로이트 쇼크
- 디트로이트 WNBA 팀